# Florêncio de Antioquia
Florêncio (em latim: Florentius) foi um oficial romano do século IV nativo de Antioquia, ativo durante o reinado do imperador Constâncio II (r. 337–361).

## Vida
Era filho de Nigriniano. Aparece pela primeira vez em 355 como representante (agens pro tunc) do mestre dos ofícios no inquérito sobre a conspiração contra Silvano. Entre 359-361, tornou-se mestre dos ofícios. Em 359, a fortaleza de Amida (atual Diarbaquir), na Mesopotâmia Superior, ruiu e Florêncio e Arbício foram enviados para investigar. Nesse mesmo ano, Libânio congratulou-o por obter esse ofício e introduziu-o a uma delegação de Antioquia.
Florêncio foi destinatário de muitas das epístolas de Libânio ao longo de sua carreira: 510 (de 356), 48 e 351 (de 358/359), 64, 71-2, 85, 97, 124, 219 e 246 (de 359/360). Se sabe que ele escreveu para o bispo Lúcifer e recebeu sua resposta. Em 361, após a ascensão de Juliano, o Apóstata (r. 361–363), foi julgado no Tribunal da Calcedônia e foi exilado na ilha dálmata de Boas, mas aparentemente retornou para Antioquia em 364.